# Pharisäer
Die Pharisäer (hebr. פְּרוּשִׁים peruschim ‚Abgesonderte‘, lat. Pharisaeī, griechisch Φαρισαῖοι Pharisaîoi) waren eine theologische, philosophische und politische Schule im antiken Judentum. Sie bestanden in der Zeit des zweiten Jerusalemer Tempels und wurden nach dessen Zerstörung 70 n. Chr. als treibende Kraft im rabbinischen Judentum die einzige bedeutende überlebende jüdische Strömung. Vielfach werden sie auch als „Schriftgelehrte“ (hebräisch סוֹפְרִים soferim, deutsch ‚Schreiber‘ oder eben ‚Schriftgelehrte‘) bezeichnet. Ihre spirituellen Führer wurden als Chachamim (Singular Chacham, hebräisch חכמים „Weiser“) bezeichnet. Sie waren nicht nur Experten in der Halacha (hebräisch הלכה), dem rechtlichen Teil der Überlieferung des jüdischen Glaubens, sondern auch Prediger.
Im Neuen Testament werden Vertreter der Pharisäer teilweise als „Heuchler“ dargestellt, so etwa in Mt 23 , Mk 7  und Mk 13  sowie Lk 37  und Lk 9 . Die Hintergründe dieser Polemik sind im Abschnitt „Pharisäer und Christentum“ weiter unten ausgeführt.

## Wortherkunft, Namensgebung
Der Begriff „Pharisäer“ leitet sich über das griechisch Φαρισαῖος Pharisaîos und dem aramäischen Pərīšā (פְּרִישָׁא), Plural Pərīšayyā (פְּרִישַׁיָּא) ab, was ‚abgesondert‘ ‚getrennt‘ bedeutet und ist verwandt mit dem hebräisch פָּרוּשׁ Pārūš, Plural Pərūšīm (פְּרוּשִׁים), dem Qal-Passivpartizip des Verbs pāraš, hebräisch פָּרַשׁ.
Dabei bleibt offen, ob die Bezeichnung „Pharisäer“ u. ä. die gängige Eigenbezeichnung jener Gruppierungen gewesen war, erschwert wird der Sachverhalt dadurch, dass aus der frühen Phase der „pharisäischen Bewegung“ keine eigenen Schriften dieser vorliegen. In einigen Texten der rabbinischen Literatur sollen sich die Pharisäer, als hebräisch חֲבֵרִים chaberim, deutsch ‚Freunde‘ ‚Genossen‘ ‚Mitglieder‘ bezeichnet haben bzw. als Genossenschaft, hebräisch חַבְרוּתָא chabura. Der Begriff „Chabruta“ (hebräisch חַבְרוּתָא) steht im traditionellen rabbinischen Gebrauch für eine Lernmethode innerhalb einer kleinen Gruppe, die gemeinsam einen heiligen Text analysieren, diskutieren und debattieren. Die Gruppe selbst heißt Chabura (חַבּוּרָה).

## Übersicht
Nach Vasile Babota deuten die Gesamtheit der Quellen darauf hin, dass die „Pharisäer“ zur Zeit des Jerusalemer Hohepriesters, Alexander Jannäus, um das 1. Jahrhundert v. Chr., oder auch schon davor wirkten. Aus der antihellenistischen jüdischen Bewegung der Hasidäer, die während der Herrschaft des Seleukiden Antiochos IV. Epiphanes (175 v. Chr. – 164 v. Chr.) entstanden war, gingen diverse jüdische Gruppierungen hervor. Im 1. Jahrhundert n. Chr. nennt der römisch-jüdische Geschichtsschreiber Flavius Josephus neben den Pharisäern die Sadduzäer, die Essener und Widerstandsgruppen (Zeloten, Sikarier) als (Philosophen-)Schulen (haíresis), ähnlich etwa Apg 5,17  und 26,5. Damit verbunden war eine politische und lebenspraktische Bedeutung, so der rituellen Reinheit, Tahara (hebräisch טָהֳרָה).
Spätere Bewegungen waren das Urchristentum – in Apg 24,5.14  und 28,22 ebenfalls Schule genannt – sowie die Therapeutae in Ägypten oder die Hemerobaptisten. Einem angeblichen Sektierertum der jüdischen Gesellschaft insbesondere des 1. Jahrhunderts n. Chr. wird heute widersprochen. E. P. Sanders betont verbindende religiöse Vorstellungen und Praktiken eines „gemeinsamen Judentums“. Darüber hinaus müssen gemeinsame Ansichten über Abstammung und Geschichte, Wohngebiet, Sprache oder Gesetze des Volks der Judäer in den Blick genommen werden. Auch gehörten die meisten Juden keiner speziellen Gruppierung an.
Daneben gab es im antiken Israel eine Gruppe, die mit dem Begriff „Am Ha’aretz“ (hebräisch עַם הָאָרֶץ Volk des Landes‘ oder ‚Volk der Erde) beschrieben werden. Sie ist eine soziale und religiöse Gruppe, die oft als einfacher, weniger gebildeter Teil der Gesellschaft angesehen wurde. Der Ausdruck erscheint in verschiedenen Teilen der hebräischen Bibel und beschreibt eine Bevölkerungsschicht, die in religiösen, sozialen und rechtlichen Fragen als weniger stark integriert galt. Sie waren in einer sozialen Lage, die es ihnen erschwerte, die religiösen Gesetze genau zu befolgen oder die weder die Zeit noch die Ressourcen hatten, sich vertieft mit der Tora zu beschäftigen. Sie wurden jedoch häufig von den religiösen Autoritäten, etwa den Pharisäern als weniger rein angesehen und standen unter der Beobachtung der religiösen Führung. Als Teil des jüdischen Volkes, war ihre Glaubenspraxis weniger streng oder tiefgründig, als die der religiösen Eliten. Sie stellten eine breite soziale Schicht dar, deren religiöse Praxis in der Regel weniger formal und weniger mit den komplexeren Halacha-Vorschriften verbunden war. Es gab zwei Typen von Am Ha’aretz: die „Am Ha’aretz le-mitzvot“ (hebräisch עם הארץ למצוות) also Juden, die verachtet wurden, weil sie die Gebote nicht gewissenhaft befolgten oder positiv formuliert beschreibt es eine Gruppe von Menschen, die im täglichen Leben eher nach den Traditionen und Geboten handelten, ohne tiefes religiöses Wissen oder die detaillierte Kenntnis der jüdischen Gesetze zu haben und die „Am Ha’aretz la-Torah“ (hebräisch עם הארץ לתורה), also diejenigen, die als Ignoranten gebrandmarkt wurden, weil sie die Tora überhaupt nicht studiert hatten oder um damit Menschen zu beschreiben, die zwar Teil der jüdischen Gemeinschaft waren, jedoch in Bezug auf die tiefergehende Kenntnis und das Studium der Tora und ihrer Gesetze hinter denen der Gelehrten oder Rabbis zurückblieben, vergleiche auch Joh 7,49 .
Für Abraham Geiger (1857) waren die Pharisäer und Sadduzäer keine Sekten, vielmehr habe es sich um zwei größere frühjüdische Strömungen gehandelt. Die Pharisäer kamen gleichsam als ‚progressive gesellschaftliche Kräfte’ während des Makkabäeraufstandes auf. So habe sie sich gegen die konservative Führungselite gestellt, die mit sadduzäischen Priestern und dem Jerusalemer Tempel verbunden waren. Während die Strömung der Sadduzäer sich um den Erhalt priesterlicher Privilegien bemühte und das Tempelmonopol schützten, richtete sich die Bewegung der Pharisäer gegen diesen Erhalt. In einem Zeitraum von 200 v. Chr. bis 200 n. Chr. gewannen die Pharisäer weite Unterstützung in der judäischen und galiläischen Bevölkerung, so dass das rabbinische Judentum auf den Pharisäismus aufbauen konnte.
Während ihres Bestehens definierten sich die Pharisäer in erster Linie als Opponenten der Sadduzäer. Diese repräsentierten die konservative priesterlich-aristokratische Oberschicht, die Pharisäer hingegen fanden Anhänger in den Volksmassen. Konflikte bestanden in der Auffassung vom Verhältnis zwischen Arm und Reich sowie der Akzeptanz oder der Ablehnung einer Hellenisierung der jüdischen Gesellschaft. Religiöse Unterschiede betrafen die Beurteilung des Tempels, der nach pharisäischer Ansicht der Tora und den Propheten unter- und nicht übergeordnet war.
Als im Jahr 70 n. Chr. die Stadt Jerusalem mit dem zentralen Heiligtum, dem herodianischen Tempel, nach einem jüdischen Aufstand von den Römern zerstört worden war, gingen auch die jüdischen Institutionen wie etwa der Sanhedrin, die jüdische Ratsversammlung, unter.
In der rabbinischen Überlieferung war es Rabbi Jochanan ben Sakkai, der von den Römern die Erlaubnis erhielt, den Sitz des Sanhedrin nach Jawne zu verlegen. Das Gremium sollte aus 70 Mitgliedern und einem von den Mitgliedern gewählten Vorsitzenden, dem Nasi (hebräisch נָשִׂיא), bestehen. Vermutlich wurden im Zusammenhang der Neuordnung auch Einzelheiten der Verfahrensordnung geregelt. Das Gremium setzte pharisäische Traditionen in der nun beginnenden Epoche des rabbinischen Judentums fort. Wie die Pharisäer empfanden sich die Rabbinen als Lehrer und Anführer der jüdischen Gemeinde in Palästina und des gesamten jüdischen Volkes und glaubten, dass Gott neben der schriftlichen Tora eine mündliche Tora mitgeteilt habe, deren institutionelle Träger und Interpreten sie seien.
Die Position und die Glaubenssätze der Pharisäer entwickelten sich im Laufe ihres Bestehens und lassen sich daher am besten anhand ihrer geschichtlichen Entwicklung nachvollziehen. Schriftliche Überlieferungen existieren nur aus der späteren Zeit; insbesondere Hillel der Ältere und Schammai aus dem 1. Jahrhundert sind durch ihre Kommentare, unter anderem zur Nächstenliebe, bekannt.

## Geschichtliche Entwicklung

### Ausgangspunkt vorrabbinisches Judentum
Die israelitische Religion hatte seit der Errichtung eines ersten israelitischen Tempels in Jerusalem dort eines ihrer wesentlichen Zentren. Konkurrierende Heiligtümer verloren spätestens mit der Zerstörung des samaritanischen Heiligtums am Garizim (129 v. Chr.) ihre Bedeutung. Eine Priesterschaft verrichtete in Jerusalem den Tempel- und Opferdienst, wie es überall im Vorderen Orient üblich war. Die Priesterschaft war eng mit der Monarchie verflochten, indem der Hohepriester den König zum Amtsantritt weihte. Gleichzeitig erhielt die Priesterschaft ihre Legitimation und Unterstützung vom König, der im Auftrag Gottes die Israeliten politisch leitete. Propheten standen außerhalb dieser festgelegten Struktur und traten als moralische Kritiker des Establishments auf.
Der Opferdienst war der zentrale Kult, er war geregelt nach den Vorschriften der heiligen Schriften (die spätere Tora, die Fünf Bücher Mose), die einen historischen Bezug gaben, ethische und kultische Vorschriften kodifizierten.
Das alte Judentum um den ersten Tempel endete mit der Eroberung durch die Babylonier und der Zerstörung des Tempels im Jahre 586 v. Chr. Viele Juden, insbesondere aus der Oberschicht, wurden ins Exil nach Babylon verbracht.

### Zweiter Tempel
Der persische Großkönig Kyros der Große eroberte Babylon (539 v. Chr.) und befreite die Juden aus ihrer babylonischen Unterwerfung. Er überließ ihnen die Schatzkammer Babylons und schickte sie in ihre Heimat zurück, wo sie ihren Tempel wieder aufbauen konnten (Fertigstellung um 515 v. Chr.). Die Wiederherstellung der jüdischen Monarchie war von den Persern nicht vorgesehen, sodass die Priesterschaft die alleinige Führungsrolle übernahm. Aus der religiösen und politischen Elite entstand die Partei der Sadduzäer, deren Status jedoch nicht unumstritten blieb. Andere Gruppierungen folgten, darunter die Vorgänger der Pharisäer, die ihre frühen Mitglieder in Schriftgelehrten und Weisen hatte. Diese entwickelten sich zu den allgemein anerkannten Fachleuten in Fragen der Auslegung der Thora. Diese Weisen – später als Rabbi tituliert – entwickelten die mündliche Tradition, die ab dem 3. Jahrhundert im Talmud, bestehend aus Mischna und Gemara, als Kommentar zur Thora schriftlich festgehalten wurde.

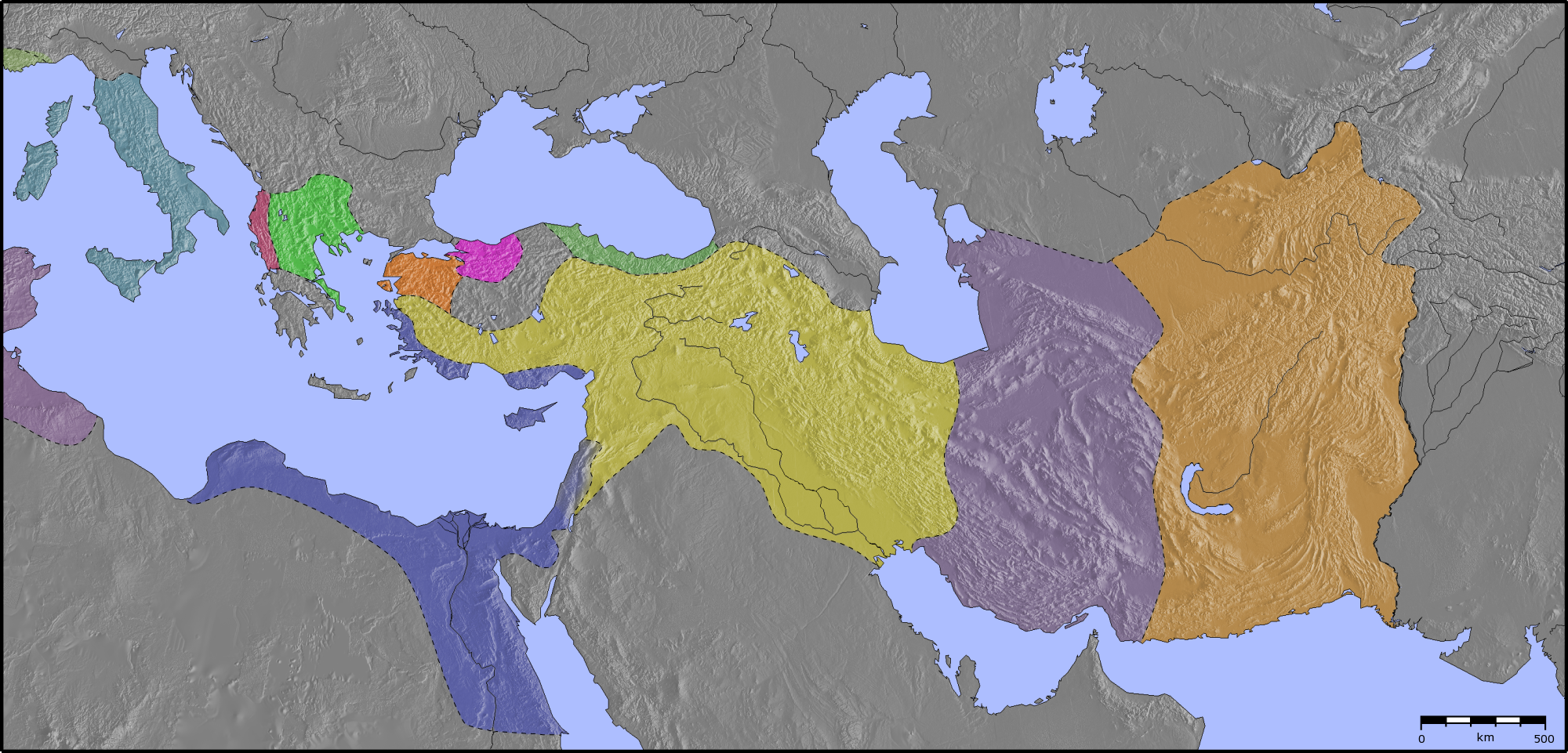
Die hellenistische Welt um 200 v. Chr.
Karthago
Römische Republik
Bundesrepublik (Koinon) Epirus
Königreich Makedonien
Ptolemäerreich
Königreich Pontos
Seleukidenreich
Reich von Pergamon
Königreich Bithynien
Partherreich
Griechisch-Baktrisches Königreich

Die Feldzüge Alexanders des Großen beendeten 332 v. Chr. die persische Herrschaft und leiteten die hellenistische Epoche Israels ein. Nach dem Zerfall des Reichs Alexanders verblieb Palästina als eine verhältnismäßig autonome Provinz bis 198 v. Chr. zunächst unter der Herrschaft der von Ägypten aus herrschenden Ptolemäer. Seit dem Beginn des 2. vorchristlichen Jahrhunderts kam es unter den Einfluss der Seleukiden in Babylon. Unter deren Herrscher Antiochos IV. Epiphanes wurde eine Hellenisierung Judäas mit Unterstützung sadduzäischer Kreise eingeleitet. Die Plünderung des Tempels verbunden mit der Anweisung, dort griechischen Göttern Opfer darzubringen, führte zum jüdischen Makkabäeraufstand unter Mattatias und seinen Söhnen Judas Makkabäus und Jonatan. Der Aufstand war erfolgreich, und Jonatan legte 152 v. Chr. den Grundstein für das priesterliche Herrscherhaus der Hasmonäer, in dem die Würde des Hohenpriesters und Fürsten von Judäa mit seinem Bruder Simon für die Hasmonäer erblich wurde. Die Pharisäer entwickelten sich nun in Opposition zu den Sadduzäern und dem Machtanspruch der hasmonäischen Dynastie.
Der Konflikt entzündete sich an der Forderung der Pharisäer, der Hasmonäer Alexander Jannai (102–76 v. Chr.) müsse sich zwischen dem Amt des Hohepriesters und dem des Königs entscheiden. Der folgende Bürgerkrieg wurde schnell und blutig niedergeschlagen; der König rief allerdings auf seinem Totenbett zum Ausgleich zwischen beiden Parteien auf. Auf Alexander folgte seine Frau, Salome Alexandra (75–67 v. Chr.), deren Bruder, Schimon ben Schetach ein führender Pharisäer war. Nach ihrem Tod wandte sich ihr älterer Sohn, Johannes Hyrkanos II., an die Pharisäer, der jüngere, Aristobulos II., an die Sadduzäer um Unterstützung.
Dieser Konflikt führte wieder zum Bürgerkrieg, der erst mit der Eroberung Jerusalems durch den römischen General Pompeius endete. Hiermit begann die römische Zeit Israels. Pompejus schaffte die Monarchie ab, setzte Hyrkanos als Hohepriester ein und verlieh ihm den Titel „Ethnarch“; 57 v. Chr. verlor er jedoch alle politische Macht an den römischen Prokonsul in Syrien. Dieser setzte zwei Brüder, Phasael über Judäa und Herodes über Galiläa, als Militärverwalter ein.
Im Jahre 40 v. Chr. gelang es Antigonos, dem Sohn Aristobulos II.’, Hyrkanos abzusetzen und sich selbst zum Hohepriester und König zu erklären. Herodes floh nach Rom, wo er seine Anerkennung als König erreichte. Dies beendete die Dynastie der Hasmonäer. Nach Herodes Tod regierten seine Söhne als Tetrarch über Galiläa und als Ethnarch über Judäa (inklusive Samaria und Idumäa). Im Jahre 6 n. Chr. wurde Judäa zur römischen Provinz Syrien zugeschlagen und somit von einem Klientelkönigtum zu einer Teilprovinz umgestaltet. Der judäische Präfekt, ein eingesetzter Amtsträger Roms, unterstand dem syrischen Prokurator und hatte für die äußere und innere Sicherheit im Land zu sorgen. Er wählte auch die Hohepriester ins Amt, die eng mit der ab dato direkten römischen Verwaltung zusammenzuarbeiten hatten.
Zu dieser Zeit wurde auch der Sanhedrin eingerichtet. Seine Mitglieder hatten die höchste jüdische Rechtsprechung inne, insbesondere in Bezug auf religiöse Fragestellungen. Die Zusammensetzung und der Aufgabenbereich des Sanhedrin variierte je nach römischer Politik. Während dieser Zeit waren Judäa und Galiläa tributpflichtige, halb-autonome Staaten. Ananus ist der einzig bekannte Hohepriester aus der Partei der Sadduzäer jener Zeit; man geht aber davon aus, dass der Sanhedrin von Sadduzäern dominiert war; die Pharisäer waren zwar populärer, hielten aber keine politische Macht in Händen.
Im Jahre 66 n. Chr. eskalierte der Konflikt der Juden mit den römischen Besatzern. In Caesarea kamen nach Angaben von Josephus bei religionsbedingten Spannungen 20.000 Juden ums Leben. Die folgende Entweihung des Jerusalemer Tempels durch die Römer sowie die Forderung nach einem Schutzgeld erbitterte alle jüdischen Fraktionen und führte zum landesweiten Aufstand. Dieser wurde von den Römern zerschlagen und endete nach einer 6-monatigen Belagerung im September des Jahres 70 n. Chr. mit der Zerstörung Jerusalems und des Tempels. Alle in Jerusalem gefundenen Menschen wurden von den Siegern getötet; Josephus schätzte die Zahl der Opfer auf über eine Million Menschen. Der letzte Widerstand der Zeloten wurde im Jahre 73 bei der Festung Masada gebrochen.
Dieses Ereignis beendete die Periode des zweiten jüdischen Tempels. In der Folge der Tempelzerstörung durch die römische Armee kam der jüdische Opferkult, der auf diese zentrale Kultstätte hin ausgerichtet gewesen war, zu seinem Ende. Damit endete die Funktion des Hohepriesteramts. Der kultische und personelle Mittelpunkt der jüdischen Religion war zerschlagen worden. Mit der Auflösung des Sanhedrin ging die Möglichkeit der inneren jüdischen Selbstverwaltung verloren. Hierdurch und durch die Aufwertung Judaeas zu einer selbständigen römischen Provinz mit einer ständig stationierten Legion wurde die römische Position deutlich gestärkt.
Der ideelle Komplex zwischen Jahwe, Tempel, Priestertum und Torah war zerbrochen.

### Pharisäer und rabbinisches Judentum
Der Verlust des Tempels stellte die überlebenden Juden vor die Frage einer Neuorientierung. Die tempelorientierten Sadduzäer waren mit der Zerstörung Jerusalems weitestgehend untergegangen, und die aufständischen Zeloten waren vernichtend geschlagen. Die Essener hatten sich schon lange abgesondert und sich mit ihrer Lehre von der jüdischen Hauptrichtung entfernt. Auch die Christen, zu jener Zeit noch Teil oder Rand des jüdischen Glaubens, boten der Mehrheit der Juden keine Orientierung. Somit fiel den Pharisäern, die auch vorher in ihrer Lehre nicht ausschließlich auf den Tempel ausgerichtet waren, die Aufgabe zu, den Neuanfang zu leiten.
Sie lehrten und diskutierten folgende Komplexe im Rahmen der jüdischen religiösen Tradition der Tora und des Talmud:
- Wie erfolgt die Aussöhnung mit Gott ohne den Tempel und seine Tempelopfer und die Priesterschaft?
- Wie können der Aufstand und seine Wirkungen verstanden und gedeutet werden?
- Wie soll das jüdische Leben im römisch-hellenistischen Umfeld aussehen?
- Wie kann die Zäsur zwischen Tempel-Vergangenheit und Diaspora-Zukunft verstanden und gedeutet werden?

Judäa wurde in der Folgezeit durch einen römischen Prokurator in Caesarea und einen jüdischen Patriarchen regiert. Zum ersten Patriarchen wurde der führende Pharisäer Jochanan ben Sakkai ernannt. Er stellte den Sanhedrin unter pharisäischer Kontrolle wieder her und bereitete damit den Weg für eine pharisäische Dominanz, die den Übergang zum rabbinischen Judentum einleitete. In den folgenden Jahrhunderten verfassten die Tannaim und die Amoraim den Talmud, bestehend aus Mischna und Gemara. Das jüdische Leben ohne den Tempel verlagerte sich zum Studium in der Synagoge; Almosen an Bedürftige lösten die Tempelopfer ab.
Als der römische Kaiser Hadrian im Jahre 132 Jerusalem als eine dem Jupiter geweihte Stadt wiederaufbauen wollte, kam es erneut zum Aufstand. Simon Bar Kochba konnte für kurze Zeit mit Unterstützung des Sanhedrin einen jüdischen Staat errichten. Von einigen Juden wurde er daraufhin als Messias angesehen. Nach seiner Niederlage im Jahr 135 wurden nach Aufzeichnungen in der Mischna die zehn führenden Mitglieder des Sanhedrin auf grausame Weise hingerichtet.

## Prinzipien, Werte und Ziele
Das Wertesystem der Pharisäer entstand zuerst in Abgrenzung zu den Sadduzäern und entwickelte sich dann durch interne Diskussionen weiter. Diese Entwicklung führte zum rabbinischen Judentum.
Die Leistung der Pharisäer bestand darin, die Ausrichtung des Judentums auf den Tempel zu überwinden, indem sie den Alltag durch Einhaltung jüdischer Vorschriften heiligten. Die Loslösung von Tempeldienst und Priesterschaft bedeutete gleichzeitig eine Betonung des Einzelnen. Soziale Gerechtigkeit, eine Einheit aller Menschen sowie die Erwartung der Erlösung des Volkes Israel und aller Menschen wurden weitere Kernpunkte rabbinischer Lehre. Grundlage eines auf diese Ziele ausgerichteten Lebens stellte die Halacha (hebräisch הלכה ‚Der Weg‘), eine aus den heiligen Schriften abgeleitete Gesetzessammlung, dar. Daraus folgte eine Hingabe zu Studium und Debatte sowie die Anwendung im Leben.
Eine explizite pharisäische Kritik an den antik-jüdischen Opferritualen ist in den Quellen nicht direkt überliefert, da die Pharisäer grundsätzlich den Jerusalemer Tempel und die Opferpraxis als göttlich angeordnete Institutionen anerkannten. Allerdings lassen sich in ihren Lehren Einstellungen erkennen, die den Schwerpunkt auf alternative Formen der Frömmigkeit und der Gottesverehrung legen, wodurch die Bedeutung der Opferrituale relativiert wurde. Die Pharisäer entfernten sich in ihren Zielen und Auslegungen der Tora zunehmend von der opferzentrierten Praxis des Jerusalemer Tempels, insbesondere in den Jahrhunderten vor und nach der Zerstörung des Tempels im Jahr 70 n. Chr. Diese Entwicklung lässt sich vor allem in ihrer Betonung der mündlichen Tora (hebräisch תּוֹרָה שֶׁבְּעַל-פֶּה Tora she-be'al peh), der religiösen Lebensführung und der ethischen Prinzipien erkennen, die nicht ausschließlich auf Tempelrituale und Opferpraktiken angewiesen waren. Im Unterschied zu den anderen Ausrichtungen im antiken Judentum verpflichteten sich die Pharisäer nicht nur dem im Tanach niedergeschriebenen Gesetz Mose, sondern befolgten auch die mündlich überlieferten „Vorschriften der Vorfahren“ der älteren Gesetzeslehrer. Zur Begründung führten sie an, dass die in der Tora gegebenen Vorschriften ohne Erklärung unklar blieben; die parallel überlieferten und etwa seit dem zweiten vorchristlichen Jahrhundert gesammelten und später in der Mischna zusammengestellten Kommentare seien zum Verständnis und zur korrekten Ausführung der Vorschriften notwendig.
Die Pharisäer, die sich zu Genossenschaften (hebräisch הבורות habûrôt) zusammengeschlossen hatten, lebten nach festgelegten Regeln. Zentral in diesen Gruppen war u. a. die strikte Einhaltung der Zehnt- und Reinheitsgebote, um das tägliche Leben zu heiligen. Die Mitglieder der Genossenschaften waren dazu angehalten, sich Nahrungsmittel (Jüdische Speisegesetze) so zu nähern und sie zu sich zu nehmen, dass sie den Anforderungen der levitischen Reinheit entsprachen. Sie behandelten das Essen fast so, als ob sie sich einem ‚heiligen Altar‘ näherten, ähnlich wie es ein Priester tun würde. Die Genossenschaften sollten dazu dienen, sich von jeglicher kultischen Unreinheit zu distanzieren und ein Leben in religiöser Reinheit und Hingabe zu führen.
Im Gegensatz zu den Sadduzäern, die den Tempel als den zentralen Ort für die religiöse Praxis und das Opferwesen ansahen, sahen die Pharisäer die religiöse Praxis als eine, die in jedem Lebensbereich stattfinden konnte, nicht nur in der Tempelritualpraxis. Sie waren der Meinung, dass der Glaube an Gott und die Befolgung der Gebote nicht nur in den Opfern im Tempel, sondern in einem moralischen und ethischen Leben als Ganzes zu finden seien.
Nach Josephus glaubten die Sadduzäer, der Mensch habe einen freien Willen, die Essener an eine Prädestination des Menschen, während die Pharisäer einen freien Willen mit einem Vorherwissen Gottes lehrten. Die Pharisäer unterschieden sich gemäß Flavius Josephus weiter von den Sadduzäern darin, dass sie an die Unsterblichkeit der Seele und an eine Wiedergeburt der „Guten“ glaubten. Josephus’ Darstellung, an eine griechisch-römische Leserschaft gerichtet, ist wahrscheinlich unvollständig und diskutiert vorwiegend Fragestellungen, die auch der hellenistischen Philosophie relevant erschienen. Es gibt keine pharisäischen Dokumente aus der Zeit des zweiten Tempels; in späterer Zeit waren Fragen des jüdischen Gesetzes (Eheschließung, Schabbat, Reinheitsgebote) bedeutender als die von Josephus genannten Punkte. Auseinandersetzungen dieser Art prägen die innerjüdische Diskussion bis heute. Jüdische Schriften (Talmud, Mischna) behandeln so gut wie gar keine theologischen Fragestellungen, sondern befassen sich mit der Auslegung von Gesetzen.
Das ewige Leben verliert nach der Mischna nur, wer die Auferstehung der Toten, den göttlichen Ursprung der Tora oder die göttliche Fügung des menschlichen Schicksals leugnet (Letzteres am Beispiel der Epikureer). Um ein Leben zu retten, darf ebenfalls jedes Gesetz verletzt werden; eine Ausnahme findet sich im Traktat Sanhedrin 74a, der Götzendienst, Mord und Ehebruch absolut verbietet. Dagegen verlangt Jehuda ha-Nasi, sowohl kleine als auch große religiöse Pflichten gleichermaßen einzuhalten; implizit werden alle Gesetze als gleichwichtig angesehen. Die Frage des Messias ist, in Abgrenzung zum Christentum, von untergeordneter Bedeutung.
Diese Orientierung der Pharisäer zum täglichen Leben wird teilweise als extremer Legalismus ausgelegt; allerdings verlangten auch Sadduzäer und Essener eine rigorose Einhaltung der Gesetze und reglementierten den Alltag. Pharisäische Besonderheiten waren etwa das rituelle Waschen vor jeder Mahlzeit. Dies stammt von der Vorschrift für die Priester, sich vor dem Tempeldienst zu reinigen. Die weitergehende Vorschrift beruht auf einer Ausweitung des Heiligen (hier das Essen). In anderen Situationen waren die Pharisäer dagegen weniger streng (etwa, indem sie das Transportverbot des Schabbats beschränkten, wenn es um das Mitbringen von Speisen ging).
Während der Zeit des zweiten Tempels bestanden die Pharisäer nicht darauf, dass alle Juden ihrer Auslegung der Gesetze folgen sollten. Allerdings beanspruchte jede jüdische Richtung, die Wahrheit zu vertreten, und sprach sich gegen „Mischehen“ aus. Zwischen den einzelnen Richtungen fanden Diskussionen um die korrekte Auslegung des Gesetzes statt. Nach der Zerstörung des Tempels endete die Unterteilung in verschiedene Richtungen; die Rabbiner vermieden den Ausdruck Pharisäer, der vielleicht auch keine Selbstbezeichnung gewesen war, und vermieden damit den Eindruck, dass sie selbst das Judentum nun dominierten. Die gelehrte Diskussion von Auslegungsfragen wurde wesentlicher Teil des rabbinischen Judentums; es erreichte seine Blütezeit im 4. und 5. Jahrhundert, als in Palästina und Babylon die zwei Hauptversionen des Talmuds entstanden.
Der Talmud bezeugt die inneren Auseinandersetzungen der späten Pharisäer exemplarisch an den Schulen um Hillel und Schammai. Die Meinungen dieser beiden Gelehrten prägten die Debatten der folgenden Jahrhunderte. Der Talmud zeichnet die Sichtweise Schammais auf; allerdings setzte sich letztendlich die Hillels durch.
Die pharisäische Weisheitslehre findet sich in der Mischna (Pirke Avot) wieder. Ein bekanntes Beispiel ist eine Geschichte, die von Hillel dem Älteren überliefert ist. Herausgefordert, die Gesamtheit des jüdischen Gesetzes auf einem Bein stehend zu erklären, antwortete er: „Das, was Dir missfällt, tue auch deinem Nächsten nicht an. Das ist das ganze Gesetz; der Rest ist Kommentar. Geh und studiere es.“
Wichtige Fragestellungen betrafen das jüdische Leben ohne den Tempel, das Leben im Exil und die Auseinandersetzung mit dem Christentum.

## Pharisäer und Christentum

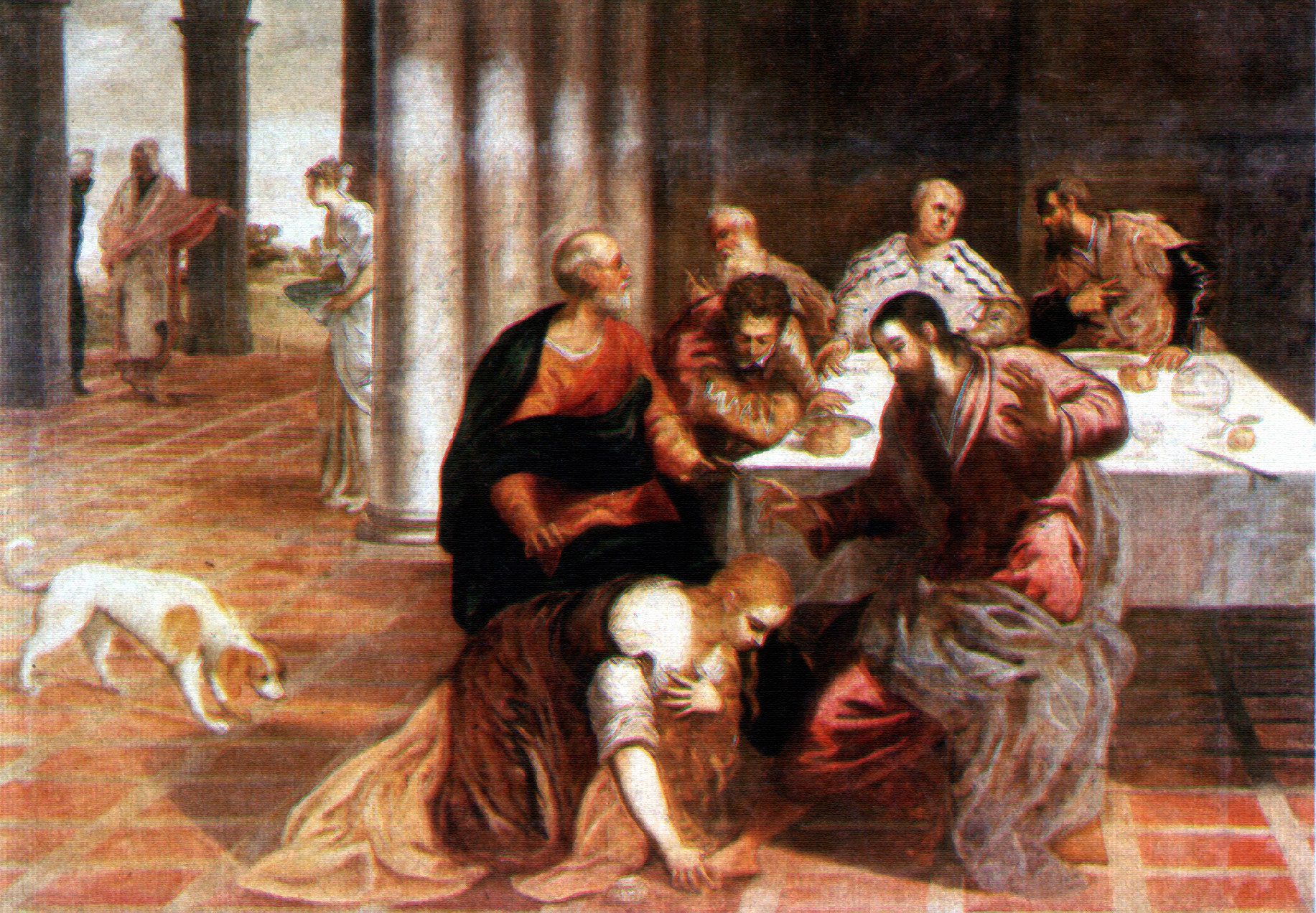
Christus im Hause des Pharisäers, von Jacopo Tintoretto, Escorial

Im Neuen Testament erscheinen die „Pharisäer“ zum Teil als Gegner Jesu von Nazareth, aber vor allem als seine wichtigsten Diskussionspartner (Apg 4,1ff  Apg 5,17ff. , Mk 12,38‒39 , Lk 20,45‒46 , Mt 23,1–39 ). Nach Hyam Maccoby (2007) stand der historische Jesus der pharisäischen Bewegung nahe bzw. war sogar ein Teil von ihr.
Die Erwähnung der „Pharisäer“ im ältesten Evangelium, dem Markusevangelium, ist an Zahl gering und wenig ausführlich (Mk 2,16.18.24 , Mk 3,6 , Mk 7,1.3.5 , Mk 8,11.15 , Mk 10,2 , Mk 12,13 ). Dennoch werden die Pharisäer in den Synoptikern teils auch in ihrer religiösen Praxis als solche dargestellt, die gute Absichten verfolgten, jedoch durch ihre mangelnde Erkenntnis und ihre falsche Haltung gegenüber Jesus als Messias scheiterten. Es wird nicht die Halacha oder das Gesetzesverständnis der Pharisäer an sich kritisiert.
In Kapitel Mt 23  des Evangelium nach Matthäus findet sich eine eindringliche Schilderung von Jesu Konfrontationen mit den Pharisäern und den Schriftgelehrten. Trotz dieser scharfen Kritik stellt das Evangelium nach Matthäus aber auch klar, dass die Pharisäer eine tiefe Bindung an die jüdische Tradition und das Gesetz, die Tora hatten. In Mt 5,17-20  betont Jesus, dass er nicht gekommen ist, um das Gesetz aufzulösen, sondern um es zu erfüllen. Der Konflikt geht dabei nicht gegen das Gesetz oder die Tradition an sich, sondern gegen deren „falsche Auslegung“ und die „Heuchelei“, die Jesus bei den Pharisäern kritisiert. Matthäus betont, dass es nicht ausreicht, das Gesetz äußerlich zu befolgen, denn wahre Gerechtigkeit komme von einem ‚reinen Herzen‘ und einem ‚Leben der Barmherzigkeit‘ und ‚Liebe zu Gott‘, wie es Jesus vorlebte.
Laut Neuem Testament überbetonte die Pharisäerschaft die Einhaltung von Reinheitsgeboten, während Jesus der Gottes- und Nächstenliebe den Vorrang gab. Er übte zum Teil harte Kritik daran, dass die Pharisäer, die sich auch als eine gesellschaftlich-religiöse Elite verstanden, zwar den genauen Wortlaut des Gesetzes erfüllten und auf dessen strenge Einhaltung sahen, aber den Sinn hinter den Gesetzen nicht beachteten: „Darum sage ich euch: Wenn eure Gerechtigkeit nicht weit größer ist als die der Schriftgelehrten und der Pharisäer, werdet ihr nicht in das Himmelreich kommen.“ (Mt 5,20 ) Aufgrund dieser den Pharisäern zugeschriebenen Heuchelei nahm das Wort Pharisäer im deutschen Sprachgebrauch eine Bedeutung als Schimpfwort an.
Zwischen den synoptischen Evangelien, deren Betrachtung der Pharisäer, in modifizierter Weise auf die markinische Tradition basierten, unterscheidet sich das Johannesevangelium in seiner Darstellung der Pharisäer von den anderen drei Evangelien. Die Darstellung der Pharisäer im Johannesevangelium ist prägnanter und kohärenter als in den synoptischen Evangelien und weniger ambivalent. Auch im Evangelium nach Johannes wird den Pharisäern eine hohe Autorität und ein hoher sozialer Status zugeschrieben, so hätten sie von der Bevölkerung Berichte über Jesu Taten (Joh 9,13 , Joh 11,46 ) erhalten und mit den Hohepriestern und der Tempelpolizei (hebräisch שׁוֹמְרֵי הַבֵּית Shomrei HaBayit) gearbeitet (Joh 7,32.45 , Joh 11,47.57 , Joh 18,3 ). Zudem hätten sich die Judenchristen gefürchtet, wegen der Pharisäer aus der Synagoge ausgeschlossen zu werden, falls sie sich zu Jesus bekennten (Joh 12,42 ). Im Evangelium nach Johannes treten die Pharisäer vor allem als die Gruppe hervor, die sich vehement gegen Jesu Anspruch, der Messias zu sein, stellt. Ihre Ablehnung Jesu ist deutlicher und fokussierter, sie vor allem als eine klar oppositionelle Kraft gegen Jesus dargestellt und ihre Ablehnung gegenüber ihm ist stärker betont. In Joh 9,40-41  und Joh 10,19-21 . 
Kritiker, die die Entstehung des Neuen Testaments nach dem Bruch zwischen Judentum und Christentum ansetzen, vermuten eine verzerrte Darstellung der Pharisäer, die zur Zeit der Entstehung jener Schriften zur dominanten jüdischen Richtung geworden waren. Sie weisen darauf hin, dass Jesus pharisäische Positionen der Schule des Hillel (zur Nächstenliebe) oder der des Schammai (zur Ehescheidung) vertreten habe. Seine Auffassung von einem Leben nach dem Tod sei ebenfalls bei den Pharisäern zu finden. Auch die Anrede Rabbuni (= Meister, Lehrmeister) weise Jesus als in der pharisäischen Tradition stehend aus. Die überlieferten Auseinandersetzungen seien danach eher als talmud-typische Diskussionen der jüdischen Streitkultur zu sehen, die spätere Schreiber als tiefere Konflikte verstanden oder propagandistisch gedeutet hätten.
Andere sehen die neutestamentliche Darstellung der Pharisäer als Karikatur. Jesu Erklärung, dass einem geheilten Mann nun die Sünden vergeben seien, folge der pharisäischen Auffassung jener Zeit; eine Verurteilung Jesu als Gotteslästerer aufgrund seiner Erklärung widerspreche dem historischen Bild der Pharisäer. Auch Jesu Heilung am Schabbat, im neuen Testament von Pharisäern verurteilt, verletze keine der bekannten rabbinischen Vorschriften (siehe dazu auch die „Mishneh Torah“ des Maimonides, Schabath 2–3). Ebenso scheine die Ablehnung der Pharisäer gegenüber Jesu Botschaft an die gesellschaftlichen Randgruppen (Bettler, Steuereintreiber) im Widerspruch zur rabbinischen Tradition zu stehen, die ebenfalls eine Vergebung für alle lehre. Ein genauer Vergleich zeige, dass viele der Lehren Jesu im Einklang mit denen der Pharisäer stünden.
Grund für eine negative Beurteilung der Pharisäer mag die Wendung der christlichen Mission von den Juden zu Nichtjuden gewesen sein. Hierbei war eine negative Darstellung der Juden – seit etwa dem Jahre 70 n. Chr. durch die Pharisäer repräsentiert – vorteilhaft. Das Christentum verstand sich als Vollendung der Heilserwartung des Judentums und damit als etwas Neues, das sich auch vom Judentum deutlich abgrenzte.
Nach der Darstellung der Apostelgeschichte war dagegen Paulus selbst Pharisäer (Apg 23,6 ). Auf seine Zeit als Christenverfolger zurückblickend schrieb er sich diese Rolle ebenfalls zu (Phil 3,5 ). Auch nach seiner Hinwendung zum neuen Weg betonte er seine Zugehörigkeit zum Volk der Judäer (Apg 24,14–19 ), die Treue zu traditionellen Riten und speziell die pharisäische Vorstellung einer Auferstehung. Umgekehrt scheinen Pharisäer vor der Trennung Sympathien für die „Schule der Nazoräer“ gehabt zu haben (Apg 15,5 ; Apg 23,7–9 ).